# 阿拉伯聯合酋長國宗教
阿拉伯聯合酋長國的宗教 (2020)
伊斯蘭教是阿拉伯聯合酋長國所有酋長國的官方宗教，穆斯林佔阿聯酋74％的人口，主要的教派為遜尼派。其他宗教包括基督宗教、佛教、印度教、猶太教和錫克教，信徒主要是阿聯酋的外籍人士。

## 伊斯蘭教
阿聯酋遜尼派穆斯林比什葉派穆斯林多，伊斯瑪儀派（Ismaili Shias）和阿赫邁底亞穆斯林（Ahmadi Muslims）的人數較少。 阿聯酋的司法制度源於大陸法系和伊斯蘭教法。法院系統由民事法庭和伊斯蘭教法庭組成。據“人權觀察組織”報導，阿聯酋的刑事和民事法院將伊斯蘭教法納入其刑法典和家庭法中，被視為是歧視婦女的法律。阿聯酋的伊斯蘭教法擁有相當的權力。
如果犯了刑事罪行，如通姦，婚前性行為和飲酒，會受到鞭刑懲罰。2007至2013年間，阿聯酋許多人被判處100下鞭刑。
在阿布扎比，有案例公開接吻而被判處80下鞭刑。在阿布扎比和阿吉曼有幾個穆斯林因購買酒精飲料而被判80下鞭刑。 2006年，一名愛沙尼亞人因醉酒而被判40下鞭刑。有案例因非法性行為被判處60鞭刑。 
根據阿聯酋的伊斯蘭法，婚前性行為會被判100下鞭刑。在阿聯酋，石刑是一種法律上的懲罰。2006年，一名外籍人士因通姦罪被判死刑。2009年至2013年間，有數人被判處石刑。伊斯蘭教法規定了婚姻和子女監護等事項的家庭法。伊斯蘭教法的家庭法適用於穆斯林，有時也適用於非穆斯林。非穆斯林僑民可以決定是否要伊斯蘭法對婚姻和子女監護權的裁決。 伊斯蘭教法庭對家庭法案件擁有專屬管轄權，並對通姦，婚前性行為，搶劫和有關罪行等一些刑事案件具有管轄權。阿聯酋穆斯林公民叛教會被判處死刑。
阿拉伯聯合酋長國在其“刑法典”中納入了伊斯蘭教法有組織的犯罪，而叛教是其中之一。在公共場合接吻是觸犯法律的，並可能導致被驅逐出境。同性戀在阿聯酋是非法的，會被判死罪。
阿布扎比“刑法典”第80條規定，雞姦罪最高可判處14年監禁，“迪拜刑法”第177條對自願雞姦者判處10年監禁。齋戒月期間，在太陽下山前公開進食，飲酒或吸煙是非法的行為，但孕婦和兒童不再此限。此法律適用於穆斯林和非穆斯林，不遵守可能會遭到逮捕。
在公共空間跳舞在阿聯酋屬於非法行為。

## 基督宗教
阿聯酋的基督徒大都屬於新教或羅馬天主教，該國至少有33個基督教堂。公立學校沒有基督宗教的宗教教育。許多阿拉伯聯合酋長國的基督徒都是亞裔。

## 印度教、錫克教和耆那教
阿聯酋的印度教和耆那教為在阿聯酋居住的印度裔（信德人）所信仰。為了感謝印度商人對迪拜貿易港口的早期發展所作的貢獻，阿拉伯聯合大公國前副總統兼總理拉希德·本·賽義德·阿勒馬克圖姆（Rashid bin Saeed Al Maktoum）批准在杜拜 Bur Dubai區建造一座印度教寺廟，此外，迪拜也有錫克教寺廟。

## 佛教
在迪拜的加尔忽德区，有一座佛教寺庙。